# 陳炘

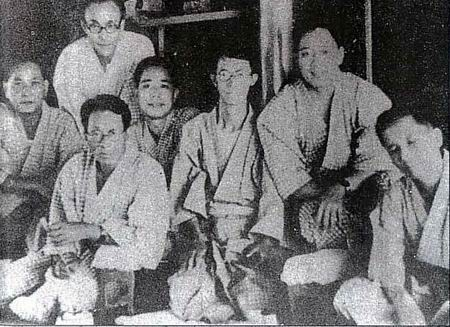
陳炘（右起第四）與杜聰明（右起第三）等人之合照。

陳炘（1893年12月7日—1947年3月11日），號若泉，臺灣金融界先驅、二二八事件受難者，出生於台中市大甲區。美國哥倫比亞大學經濟學博士，臺灣日治時期第一家臺灣人經營的金融機構「大東信託」與臺灣戰後時期「大公企業公司」創辦人，致力於本土金融事業的拓展，對臺灣金融體系奠基貢獻良多。二二八事件時遭以「陰謀叛亂首要」及「接收臺灣信託公司」兩項罪名遭特務處決。

## 生平
父親陳鳳是臺灣民主國義軍重要將領，於1895年時曾率之臺灣義民仁營(即臺防仁字3營)，英勇抗擊日軍。
陳炘出生於1893年，1913年國語學校畢業，1913年-1914年任教於臺中廳大甲公學校。後辭去教職，赴往日本留學，並於1922年自慶應義塾大學理財科畢業；回臺後，與謝綺蘭結婚，次年又赴美國愛荷華格林內爾學院一學期；之後轉學至哥倫比亞大學經濟系，被同學形容為「東京來的紳士」。1925年於哥倫比亞大學經濟學研究所取得博士學位。
返國後，負責籌組一個「糾集臺灣人的資金，供台灣人利用」的金融機構，便於1926年創立大東信託株式會社並出任專務取締役（今總經理職）（董事長為林獻堂），資本額兩百五十萬圓，是當時唯一的本土資本信託機關；以對抗日本人對台灣人施加的金融經濟壓力。此舉無疑是對日治政府獨占經濟的挑戰。但當時尚未有信託業法；在日治政府的刻意阻撓下，營運上有諸多限制。大東信託也透過刊登廣告來支持《臺灣新民報》、《臺灣文藝》與《臺灣文學》等刊物，以及提供臺灣議會設置請願運動的資金等來支持社會運動。
1937年大東信託獲利甚佳，每股配利6分，林獻堂給陳炘加薪至年薪五千圓，以穀價兌算，雖只相當於現今的新臺幣一百萬元，但已等同當時基督教小學教師的20倍薪資。
1930-1936 擔任臺中州州協議會員，1942-1944 擔任臨時臺灣經濟審議會委員，1943 擔任法令取調委員會臨時委員。
1944年8月，日治政府在臺灣實施信託法及信託業法之際，以當時臺灣最有力的大東信託為中心，合併大東，屏東及臺灣興業三家，設立臺灣信託株式會社，由臺灣銀行、華南銀行等銀行共同出資。陳炘雖仍任總經理，但多數股份則已被日治政府直轄的臺灣銀行所掌控。
陳炘也是《臺灣青年》的編集者之一，也曾經參與過臺灣留學生組織的新民會以及台灣文化協會。
國民政府接收台灣後，因陳炘留美背景，與美國情報員關係較佳。1946年3月被以「漢奸」罪名逮捕入獄，經過1個多月的偵訊，陳炘終告無罪獲釋，有古典詩〈被拘〉：「平生暗淚故山河，光復如今感慨多；一籲三台齊奮起，歡呼聲裡入新牢。」反映此情景。
1946年2月5日，代表臺灣本土資本的大公企業成立，目的是接收日人留下的企業，作為政府的外圍組織。各地領導階層普遍參與募資，總資本額五千萬圓。但傳言陳炘此舉的目是為了抵抗江浙財團壟斷台灣經濟，本人雖然公開否認，卻已引起行政長官公署注意。
另一方面，臺灣信託在戰後由行政長官公署接管，但實際運作仍由陳炘主導。1946年12月1日，陳炘擔任「臺灣信託公司籌備處」主任委員，並聲明此公司並非日資，而是被日治政府打壓的臺資。1947年3月1日，臺灣信託公司正式成立，陳炘任董事長。
1947年二二八事件發生時，陳炘雖無實質參與，因其名望被推為二二八事件處理委員會民眾代表。陳炘以代表身份和陳儀會面，希望他「開誠佈公，勿被少數特殊份子包圍」。

## 遇害疑雲
陳炘長子陳盤谷在一篇追念父親文章中，回憶當年情景：
 當二月底事件發生時，父親正罹患惡性瘧疾躺臥在床。有一天，陳儀派部下前來傳喚父親。母親以病情惡化為由，極力反對。但是父親卻說：「國家有事，我怎麼可以因私事而把公事置於腦後呢？」於是不顧母親的反對毅然答應前去和陳儀見面。
……大約過了三十分鐘後，父親滿臉笑容地走了出來。

……到了三月十一日上午六點，門外突然出現一陣騷動。我立刻下床奔到客廳一看，已有四、五名警官站在那兒。其中之一為臺北市警察局刑警隊長林致用。我正打算上前打招呼時，父親已在母親的陪伴下走進客廳。父親輕輕地拍拍我的肩膀，說道：「要聽媽媽的話。」然後就坐上吉普車走了。我作夢也沒有想到這是我最後一次見到父親，而且是永遠的訣別。
林獻堂於《灌園先生日記》中的1931年6月13日、15日二則，曾描述：
 陳炘主持公司一視同仁，堅持掌管金融的人，不能賣情抵賑，一旦徇私就成不了金融機構。他不接受文化協會盟友張深切的關切，要求暫時延緩抗日同志的借款償還，甚至當公司同仁，時任調查課長的陳逢源詐取楊子培的帝糖股票，以及挪用虧空公司資金作為操作股票，陳炘堅持不接受蔡培火與楊肇嘉的調解，要逢源治罪受罰。
1947年4月1日，臺灣信託籌備處主任委員由陳逢源接任；5月3日，被合併於規模比臺灣信託小的華南銀行之內，成為該行的信託部，距陳炘被捕僅53天。
時任行政長官公署秘書的鄭士鎔回憶，民政處長周一鶚曾經向其透露：陳儀對於陳炘等人遭特務殺害一事非常悲痛；特務殺完人後來要求自己「補辦手續」追認，直斥特務無法無天。
陳炘之女高陳雙適於其口述歷史中引述歷史學家戴國煇的研究：
 吳濁流認為「背叛了本省人」的「半山」們，雖有種種派別，不過在打倒本省知識階級，以求自己的飛黃騰達，卻是一致的。二二八事件中，最為接近陳儀的，據說是軍統的劉啟光。劉氏本名侯朝宗，日據時代參與文化協會與農民組合的運動，屬左翼運動陣營。二二八事件中，「他和軍統的特工林頂立勾結在一起，此外又與陳逢源搞在一起，在銀行設信託部，大肆囤積物資，利用通貨膨脹大撈一票。」吳濁流此處所指的是華南銀行，其前身即陳炘所創設的大東信託。多年來台籍前輩中，一直有相關的流言，陳炘之死係被「借刀殺人」。

## 評價
- 老友洪炎秋在其告別式的追思輓聯：「老兄您死得真正莫名其妙，小弟我活著也是不知所以」點出陳炘白白犧牲生命。[11]

- 文學家巫永福在訪問時曾提到戰後蔡培火到重慶見蔣介石時，「蔣介石曾問他『最能當台灣領導者是誰？』，蔡培火說『老一輩的是林獻堂，但真正的人才是陳炘，這個人有頭腦、有組織力，又有國際觀。』這件事是蔡培火親口告訴我的。我想陳炘被殺與此多少有些關聯。」[12]

- 作家張深切在著作《里程碑》中也寫道：「陳炘彷彿是一位儒雅的書生，但他絕不文弱，而是一位偉大的領袖，深謀遠慮，有統馭群眾的才能，可謂台灣不世出之一偉人也。」 [13]